# Zoraida de Torres Burgos
Zoraida de Torres Burgos (Tortosa, 1964). És llicenciada en Filosofia i també en Traducció i té un màster en Interpretació de Conferències. En els seus inicis va treballar en editorials i va exercir la docència, però actualment la seva activitat professional se centra en la traducció literària i institucional, que compagina amb la correcció tipogràfica i d'estil i amb la traducció de textos tècnics.
Les seves llengües de treball són l'anglès i el francès, que trasllada al català o al castellà indistintament. També treballa del català al castellà i viceversa. En l'àmbit editorial tradueix narrativa i assaig, literatura infantil i juvenil i obres de caràcter memorialístic i biogràfic.
Entre les seves traduccions al català destaquen una sèrie d'assajos de Norman Manea, Richard Sennett, Orhan Pamuk, Judith Butler i Martha Nussbaum, entre altres autors, publicats pel CCCB. Per a alguns festivals literaris ha traduït autors d'Àfrica i del Carib com ara Ken Bugul, Ananda Devi o D'Bi Young.
Al llarg de la seva carrera, ha participat activament en diverses associacions professionals. Ha estat vocal d'ATIC i d'ACE Traductores.